# Impulsora (estación)
Impulsora es una de las estaciones que forman parte del Metro de Ciudad de México, perteneciente a la Línea B. Se ubica al oriente del Estado de México, en el municipio de Nezahualcóyotl.

## Información general
Llamada así por la colonia del mismo nombre. Su ícono es una carreta agrícola y un casco de hacienda al fondo.

## Salidas de la estación
- Norponiente: Avenida Central y Avenida Valle de las Zapatas, Colonia Valle de Aragón 1a. sección.
- Nororiente: Avenida Central y Avenida Valle de las Zapatas, Colonia Valle de Aragón 2a. sección.
- Surponiente: Avenida Central y Avenida 6, Colonia Campestre Guadalupana.
- Suroriente: Avenida Central y Hacienda de Presillas, Colonia Impulsora Popular Avícola.
- También cuenta con salidas sobre el puente que cruza la Avenida Central, que da continuidad a la circulación a la Avenida Valle de las Zapatas o calle 6 de la Colonia Campestre Guadalupana.

## Afluencia
En su correspondencia con la línea B el número total de usuarios, en esta estación, para el 2014 fue de 8,702,586 usuarios, el número de usuarios promedio para el mismo año fue el siguiente:
| Tipo de día   | Afluencia promedio |
| ------------- | ------------------ |
| Día festivo   | 14,867             |
| Día laboral   | 25,851             |
| Fin de semana | 19,754             |
| Anual         | 23,843             |

Así se ha visto la afluencia de la estación en los últimos 10 años:
| Afluencia Anual de Pasajeros | Afluencia Anual de Pasajeros | Afluencia Anual de Pasajeros | Afluencia Anual de Pasajeros | Afluencia Anual de Pasajeros | Afluencia Anual de Pasajeros |
| ---------------------------- | ---------------------------- | ---------------------------- | ---------------------------- | ---------------------------- | ---------------------------- |
| Año                          | Afluencia                    | A Diario                     | Ranking                      | Aumento%                     | Ref.                         |
| 2023                         | 7,354,507                    | 20,149                       | 51°/195                      | +1.50%                       | [ 3 ]                        |
| 2022                         | 7,245,485                    | 19,850                       | 45°/195                      | +41.81%                      | [ 3 ]                        |
| 2021                         | 5,109,318                    | 13,998                       | 49°/195                      | +9.63%                       | [ 4 ]                        |
| 2020                         | 4,660,458                    | 12,733                       | 69°/195                      | -48.82%                      | [ 5 ]                        |
| 2019                         | 9,105,811                    | 24,947                       | 56°/195                      | +1.99%                       | [ 6 ]                        |
| 2018                         | 8,927,903                    | 24,460                       | 57°/195                      | +2.89%                       | [ 7 ]                        |
| 2017                         | 8,677,537                    | 23,774                       | 63°/195                      | -6.70%                       | [ 8 ]                        |
| 2016                         | 9,300,528                    | 25,411                       | 57°/195                      | +2.54%                       | [ 9 ]                        |
| 2015                         | 9,069,981                    | 24,849                       | 58°/195                      | -3.70%                       | [ 10 ]                       |
| 2014                         | 9,418,656                    | 25,804                       | 56°/195                      | -8.19%                       | [ 11 ]                       |